# Petőfi Sándor Városi Könyvtár
A Petőfi Sándor Városi Könyvtár Kiskunfélegyházán, a Szent János téren található, általános gyűjtőkörű, nyilvános könyvtár. Könyvtári feladatok mellett a város kulturális életének fontos helyszíne: felolvasásoknak, kiállításoknak, előadásoknak, egyéb rendezvényeknek ad otthont. Épülete a műemlék Hattyú-ház.

## Története
1949. december 21-én alapították, a Kiskun Múzeum épületében Népkönyvtár néven. Itt működött 1951 június végéig, amikor a városháza alatt, egy megüresedett üzlethelyiségbe költözött. 1952-ben, helyszűke miatt igényelték az akkor Terményforgalmi Vállalat által használt három raktárat a Hattyú-házban, még ebben az évben be is költözhettek, a megnyitót 1953. január 18-án tartották. 1954-től járási könyvtár, 1970 júliusától városi könyvtár. Petőfi Sándor nevét 1957-ben vette fel. Az épületet 1963-tól 1965-ig restaurálták, az épület egész alapterületét a könyvtár kapta. 1966 végén nyitották meg a Mezősi Károly által rendezett Petőfi-kiállítást. 1966-ban külön rendeztek be gyermekrészleget, felnőtt olvasószolgálatot és olvasótermet. 1996-ban a gyermekkönyvtár új épületbe, a Gorkij utca 2. szám alá költözött.

### A könyvtár épülete
Mayerhoffer János tervei alapján épült 1819-20-ban Fischer Ágoston kőművesmester és Novák Márton ácsmester kivitelezésében.
2006. november 27-én – állami címzett támogatásból – megkezdődött a Petőfi Sándor Városi Könyvtár új szárnyának építése. A beruházás és felújítás összköltsége 463 834 Ft volt. Az ünnepélyes alapkőletételre 2007. január 22-én került sor. Még ez év december 10-én megnyitotta kapuit olvasói, látogatói előtt a városi könyvtár új épülete. Az új szárnyat, amit Farkas Mária tervezett, a régi épület mellett építették, a bejárat a Gorkij utcára került. 
Ezzel egyidejűleg a műemléken is rekonstrukciós munkákat végeztek. A Hattyúház teljes rekonstrukciója 2008. szeptember 30-án fejeződött be. A teljes épületegyüttes átadása 2008. november 4-én, ünnepélyes keretek között történt meg. Az átadó ünnepségen megjelent Szili Katalin is. Az állami címzett támogatásnak és a város anyagi hozzájárulásának köszönhetően ma a XXI. századi igényeknek megfelelő, korszerű könyvtárépület áll a könyvtárhasználók rendelkezésére a város központjában. A bővítés eredményeképpen 2000 m²-en vehetők igénybe a könyvtár szolgáltatásai. Az új épületszárny földszintjén kapott helyet a felnőtt kölcsönző, a folyóirat-olvasó és az olvasóterem, emeletén pedig a Gyermekbirodalom várja olvasóit. A megújult Hattyúházban található a Helyismereti gyűjtemény, az Internetes részleg és a Médiatár. Rendezvény- és kiállítóterme irodalmi esteknek, könyvbemutatóknak, kiállításoknak biztosít helyet. Italautomata és ruhatár is rendelkezésére áll a könyvtárba látogatóknak. Ez az épülettömb együttesen szolgálja nemcsak a város, hanem a térségében élő lakossági könyvtári igényeket is.

## Gyűjteménye
Gyűjteményében megközelítőleg 116 ezer dokumentummal lehet számolni. Nagy részük könyv, de megtalálhatók sajtótermékek, térképek, kották, kisnyomtatványok, hangoskönyvek, szakdolgozatok, mikrofilmek, diafilmek, videófilmek, CD-k is.
Az állományban való tájékozódást 2000-ben lezárt kézi és folyamatosan bővülő számítógépes katalógus segíti.
Helyismereti gyűjteményét Móra Ferenc és Petőfi Sándor művei alapozták meg, ezt ma is élő és publikáló szerzők gyarapítják. Gyűjtik a helyi kiadók, nyomdák által előállított dokumentumokat, a helyi periodikumokat, aprónyomtatványokat.

## Részlegek

### Olvasóterem
Sajtótermékek, kézikönyvek, az Európai Unióval kapcsolatos könyvek, a testvérvárosoktól kapott dokumentumok mindenki rendelkezésére állnak.

### Zenei részleg
Közel 3000 hangzó adathordozón komoly- és könnyűzene, hangoskönyv, nyelvlecke; emellett kották.

### Gyermekkönyvtár
A gyermekkönyvtár 2007 végéig külön épületben, a Gorkij utcában volt. A műemlék Hattyúház rekonstrukciós munkálatai után beköltözött a főépületbe.